# Voljavče
Voljavče (cyr. Вољавче) – wieś w Serbii, w okręgu pomorawskim, w mieście Jagodina. W 2011 roku liczyła 1910 mieszkańców.